# Suk al-Abjad
Suk al-Abjad (pol. Biały Suk (Targ)) – suk (targowisko) zlokalizowany na Starym Mieście Akki, na północy Izraela.

## Historia
Najsłynniejszym sukiem w Akce jest znajdujący się na Starym Mieście Suk al-Abjad. Został on wybudowany w połowie XVIII wieku i przez ponad 150 lat był najważniejszym targowiskiem miejskim. Oryginalna budowla mieściła 110 sklepów, ale zniszczenia kolejnych wojen spowodowały, że obecnie mieści 64 sklepy. W 1817 roku wybuch beczki z prochem spowodował zniszczenie targowiska, oraz śmierć i zranienie dziesięciu osób. Dochodzenie wykazało, że przyczyną wybuchu było lekkomyślne obchodzenie się z prochem przez pracowników jednego ze sklepów. Sulejman Pasza nakazał wówczas rozbiórkę zniszczonych sklepów, a następnie budowę zupełnie od nowa targowiska. W latach 1831–1832 targowisko było wielokrotnie ostrzelane podczas oblężenia miasta przez wojska Ibrahima Paszy.

## Architektura
Biały Targ zawdzięcza swoją nazwę białym tynkom pokrywającym ściany targowiska. Ich biel jest spotęgowana przez ostre światło słoneczne. Targowisko to w rzeczywistości zadaszona ulica targowa, przebiegająca na długości około 100 metrów z zachodu na wschód. Po obu jej stronach znajdują się dwukondygnacyjne sklepy. Na parterze najczęściej są ulokowane kawiarnie lub sklepiki z pamiątkami turystycznymi. Sklepienie kolebkowe z otwartymi łukami, które umożliwiają bezpośredni dostęp dużej ilości światła i powietrza. Ulica jest otwarta po obu stronach.